# Cabecou
El cabecon [cabe'ku] (en francès cabecon) és un formatge francès fet amb llet de cabra, originari de les regions del Carcí (Quercy en francès), del Rouergue, d'Alvèrnia i del Perigord.
La paraula ve de 'cabra' en occità amb el diminutiu « on » a la fi : cabecon en occitan.
Hi ha cabecons que tenen una AOC sota diferents noms:
- Rocamadour.

També tenen segell vermell d'AOC amb el nom de Cabécou d'Autan.
Es tracta d'un formatge rodó, de 4 o 5 cm de diàmetre i d'1,5 cm d'alçada, amb la pasta fresca i no premsada, crua, tendra i cremosa i amb crosta natural i fina. El pes del formatge no passa de 40 gr i conté el 45% de matèria grasa. El gust és de lleugerament làctic, amb un toc d'avellana.
El temps d'afinament varia, de deu dies a quatre setmanes.